# Casa da Cultura (Recife)
A Casa da Cultura é um centro de comercialização de artesanato da cidade do Recife, capital do estado brasileiro de Pernambuco. Funciona no edifício da antiga Casa de Detenção do Recife, que foi a maior cadeia do Brasil no século XIX e a primeira prisão radial pan-ótica da América do Sul. Foi também, durante a Ditadura Civil-militar, um dos antros das torturas e assassinatos, sendo um de seus destaques Amaro Luiz de Carvalho.

## Projeto e construção
Em 6 de agosto de 1848 a Lei provincial 213 autorizou a construção de uma casa de detenção no Recife.
Com projeto do engenheiro pernambucano José Mamede Alves Ferreira, foi assinada uma portaria, em 16 de janeiro de 1850, determinando sua construção, que se iniciou no mesmo ano.
Em 25 de abril de 1855 a Casa de Detenção foi inaugurada, porém a conclusão da construção só se deu em 1867.

## Arquitetura
O prédio da antiga Casa de Detenção do Recife, em estilo classicista imperial, foi construído em forma de cruz, usando o sistema pan-ótico, ficando as celas dispostas em alas que podiam ser vigiadas facilmente a partir de uma sala central.

## Desativação

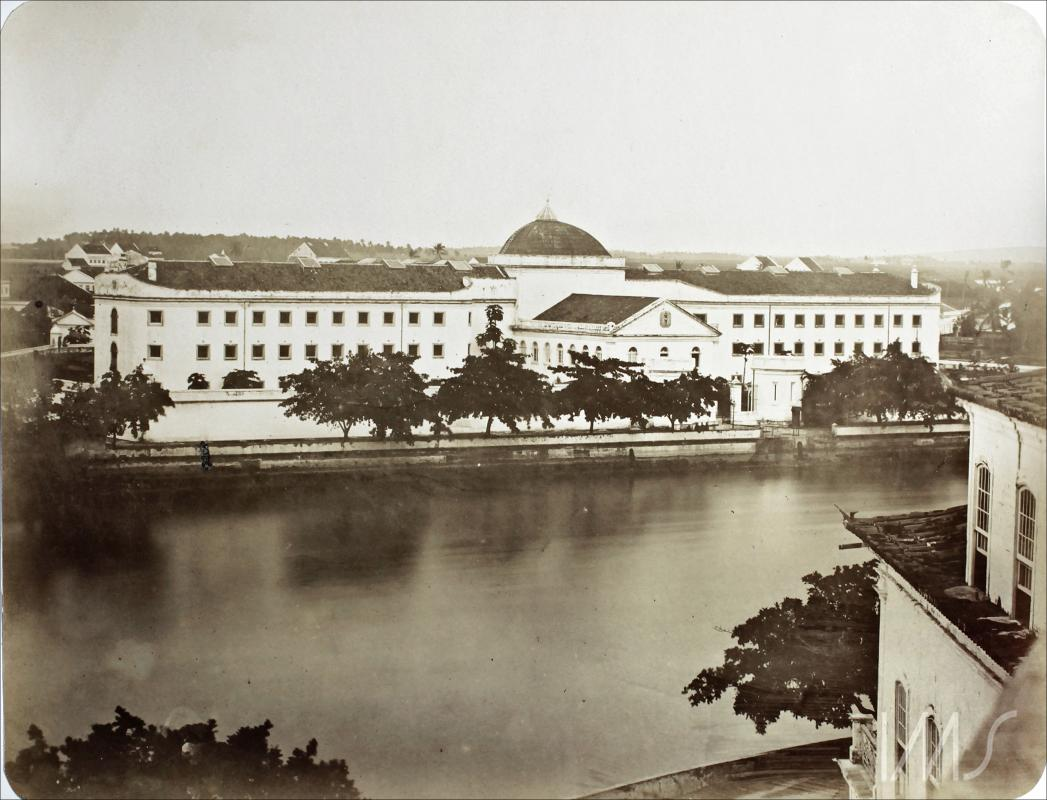
A então Casa de Detenção (c. 1880)

Em 1973 o presídio foi desativado. Os presos ainda existentes foram transferidos para o Presídio Agrícola de Itamaracá.

## Nova utilização
A ideia de transformar a antiga casa de detenção em centro de cultura e arte foi do artista plástico Francisco Brennand, e o projeto para sua restauração foi elaborado pela arquiteta Lina Bo Bardi. Em 1976, o antigo complexo foi reinaugurado como Casa da Cultura.